# Karin Lundqvist
Karin Lundqvist, född 5 oktober 1981 i Stockholm, är en svensk beachvolleybollspelare, som 2012 är en av de främsta i Sverige på damsidan.
Karin Lundqvist representerar Katrineholms Volleybollklubb och har tagit SM-guld 2004, 2007, 2010, 2011 och 2012. Hennes främsta internationella merit är en femteplats på världstouren, Grand Slam Gstaad 2008. Hon har också representerat Sverige på VM 2001 och 2009.
Vinterhalvåret spelar Karin Lundqvist på den brasilianska proffstouren, Banco do Brasil. I slutet av 2011 skrevs historia då Karin Lundqvist som första europé tog sig till semifinal på Banco do Brasil och i februari 2012 var hon första europé att ta sig upp på prispallen då hon tog brons i en deltävling på touren.
2012 spelade hon Swedish Beach Tour tillsammans med Tora Hansson från Malmö. Karin Lundqvist och Tora Hansson vann fem av sex deltävlingar på touren, däribland SM och tourfinalen i Halmstad.